# 마리나 알렉산드로바
마리나 알렉산드로바(러시아어: Марина Александрова, 영어: Marina Aleksandrova, 1982년 8월 29일 ~ )는 러시아의 배우이다. 드라마 《예카테리나》의 예카테리나 2세 역으로 가장 유명하다.

## 출연 작품
- 러시: 스트리트 레이서 (2008)